# Distretto di Wieliczka
Il distretto di Wieliczka (in polacco powiat wielicki) è un distretto polacco appartenente al voivodato della Piccola Polonia.

## Geografia antropica

### Suddivisioni amministrative
Il distretto comprende 5 comuni.
- Comuni urbano-rurali: Niepołomice, Wieliczka
- Comuni rurali: Biskupice, Gdów, Kłaj